# 那賀町役場木頭支所
那賀町役場木頭支所（なかちょうやくばきとうししょ）は、日本の地方公共団体である那賀町の執行機関としての事務を行う那賀町役場の出先機関（支所）である。

## 概要
- 那賀町の出先機関として、2017年に庁舎が完成した[1]。

## 沿革
- 2015年（平成27年）12月14日 - 平成27年度町単独那賀町木頭支所庁舎建築工事契約[2]。
- 2017年（平成29年）1月30日 - 現庁舎が完成する[1]。

## 庁舎概要

### 木頭支所
木頭支所
| 階 | 概 要                                                    |
| -- | -------------------------------------------------------- |
| 1F | 地域振興室、会議室、男子トイレ、女子トイレ、多目的トイレ |